# Io sono il più grande
Io sono il più grande (The Greatest) è un film del 1977 diretto da Tom Gries e Monte Hellman.
È un film biografico, di produzione statunitense e britannica, sulla vita del pugile campione dei pesi massimi Muhammad Ali in cui Ali interpreta sé stesso. Il film, basato sul romanzo del 1975 The Greatest: My Own Story di Muhammad Ali e Richard Durham, segue la vita di Ali dalle Olimpiadi del 1960 fino alla sua riconquista della corona dei pesi massimi contro George Foreman nel loro famoso incontro del 1974 denominato The Rumble in the Jungle.

## Produzione
Il film, diretto da Tom Gries e Monte Hellman su una sceneggiatura di Bill Gunn e Ring Lardner Jr. con il soggetto di Muhammad Ali, Richard Durham e Herbert Muhammad, fu prodotto da John Marshall per British Lion Film Corporation e EMI Films. La canzone Greatest Love of All, poi rifatta da Whitney Houston, fu scritta per il film e cantata da George Benson.

## Distribuzione
Il film fu distribuito negli Stati Uniti dal 19 maggio 1977 al cinema dalla Columbia Pictures.
Alcune delle uscite internazionali sono state:
- in Svezia il 24 agosto 1977
- in Danimarca il 26 settembre 1977 (Muhammed Ali - sandheden om mit liv)
- in Colombia il 28 settembre 1977
- nei Paesi Bassi il 29 settembre 1977
- in Finlandia il 7 ottobre 1977 (Suurin)
- in Ungheria (A legnagyobb ököl)
- in Venezuela (El más grande)
- in Germania Ovest (Ich bin der Grösste)
- in Polonia (Najwiekszy)
- in Grecia (O kyriarhos)
- in Spagna (Yo, el mejor)
- in Italia (Io sono il più grande)

## Promozione
Le tagline sono:
- "The story of a legend that took the world by storm.".
- "The story you only think you knew.".
- "Winner, Loser, Lover, Loudmouth... THE MAN".

## Critica
Secondo il Morandini il film "è un po' la montagna che ha partorito il topo. Ma poter vedere il famoso pugile è sempre uno spettacolo interessante". Secondo Leonard Maltin il film risulta solo potenzialmente interessante essendo un "frammentario guazzabuglio" che soffre per una sceneggiatura non troppo drammatica e per la regia "rozza". Si salverebbe l'interpretazione di Mosley nel ruolo di Sonny Liston che mostra "carisma" a differenza di quella di Alì.